# Qu Yunxia
Qu Yunxia (Liaoning, 25 de desembre de 1972) és una atleta xinesa retirada, especialista en les curses de mitjana distància, especialment els 1500 i els 3000 metres llisos.

## Carrera esportiva
Quan tan sols tenia 19 anys, Qu va irrompre en l'escena internacional arribant tercera en la cursa dels 1.500 m als Barcelona 1992. Era membre d'una generació de fondistes xineses que va aparèixer sobtadament a l'elit mundial. Un any després, al Campionat del Món guanyà la cursa dels 3.000 m en un podi completament xinès, completat per Zhang Lilin i Zhang Lirong.
L'11 de setembre de 1993 va batre, a Pequín, el rècord mundial dels 1.500 m situant-lo en 3:50.46, superant el rècord de Tatiana Kazankina que estava vigent des de 1980. Tan sols un dia després, a la cursa dels 3.000 m va ser segona per darrere de Wang Junxia, però ni més ni menys que cinc de les atletes xineses que participaren en aquella cursa van batre el rècord mundial de la prova, també en possessió de Kazankina des de 1984.

### Polèmica
L'entrenador de l'equip xinès d'atletisme, Ma Junren, va afirmar que la medicina tradicional xinesa era la clau per entendre les seves marques. Mai no es va demostrar res en contra de Qu ni cap altra competidora, pel que les marques es conserven. Però el fet és que tant ella com moltes altres atletes d'aquella generació van desaparèixer sobtadament de l'alta competició després dels Jocs Asiàtics d'Hiroshima 1994, quan encara eren molt joves. Ma, per la seva banda, va ser expulsat de l'equip xinès per l'escàndol de dopatge previ als Jocs de Sydney 2000.